# Brauerei Schönberger

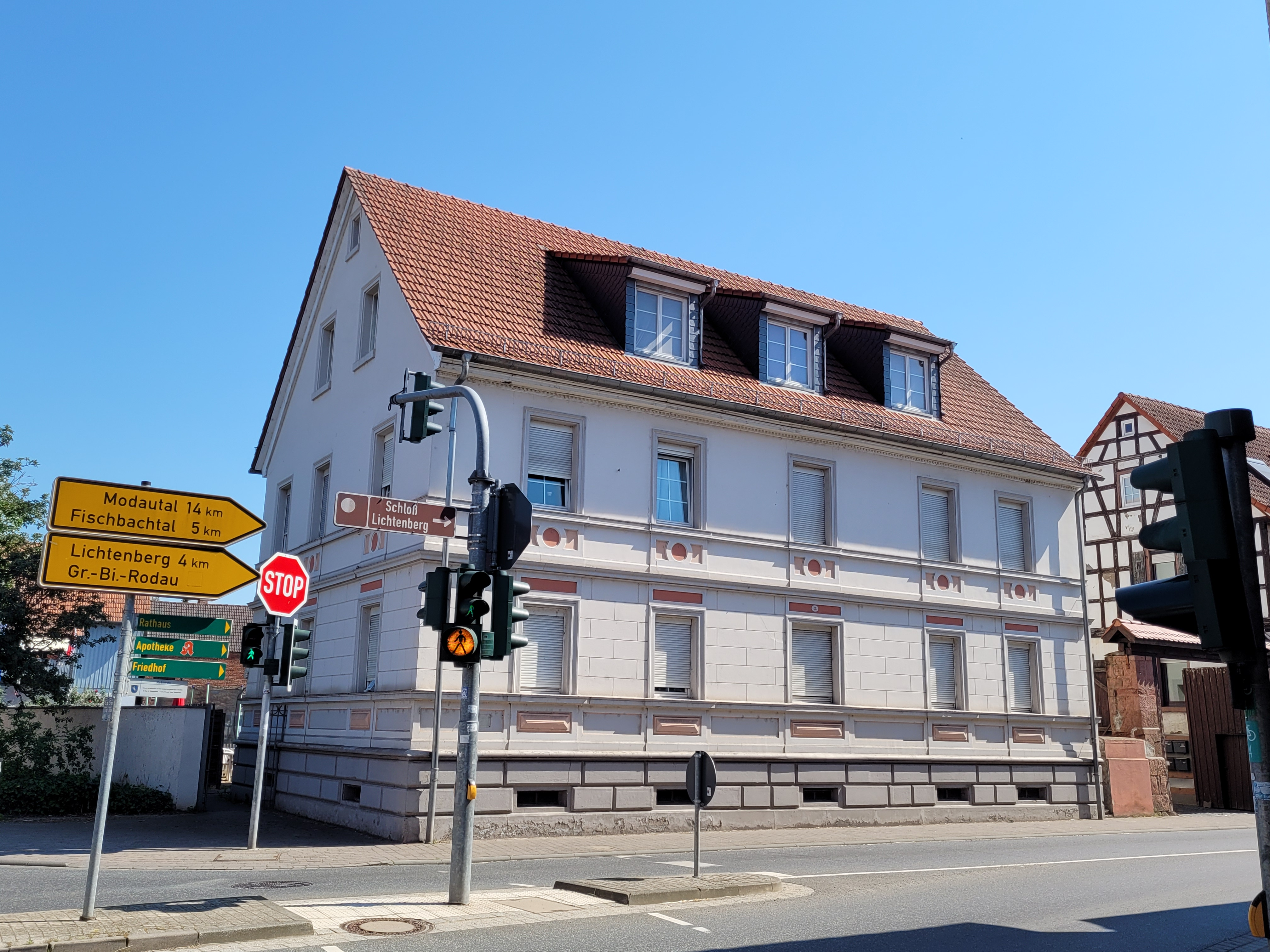
Das Haus von Ludwig Schönberger

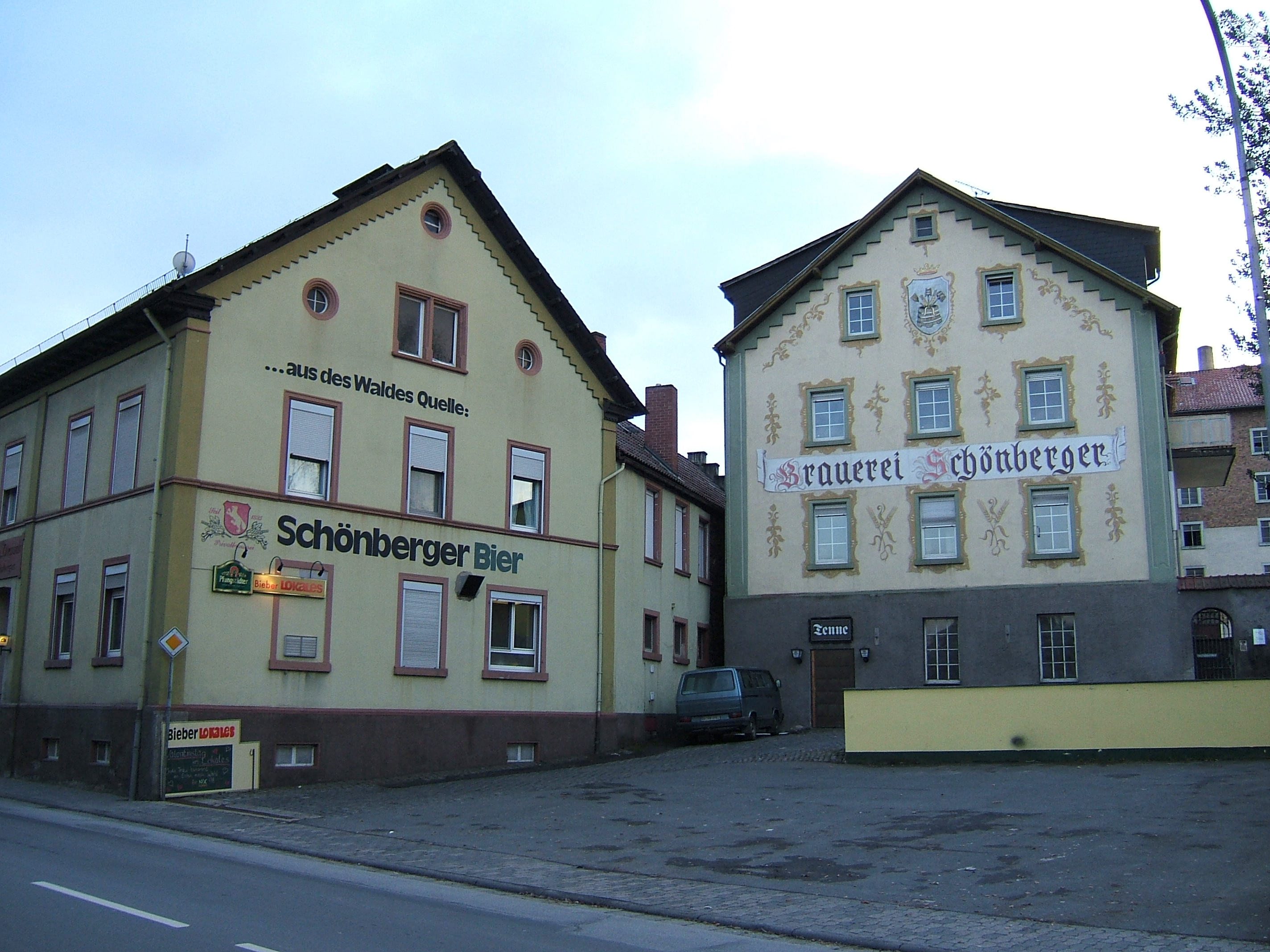
Das „Gasthaus zum Odenwald“ und die Einfahrt zur Brauerei

Die Privatbrauerei L. Schönberger Söhne war eine Brauerei in Groß-Bieberau.
Sie wurde 1835 von Ludwig Schönberger gegründet.

## Geschichte
Ludwig Schönberger aus Mossautal heiratete 1834 Elisabeth Katharina Rothenhäuser aus Groß-Bieberau. Sein Vater, der Bierbrauer Johann Leonhard Schönberger aus Ober-Mossau kaufte für ihn das ehemalige herrschaftliche Hofhaus (heute Marktstraße 2) und die dazugehörige Landwirtschaft. Dort betrieb er ab 1835 eine Brauerei und eine Gastwirtschaft. Er war ein Enkel des Hirschenwirtes Nikolaus Schönberger, der Gründer der späteren Brauerei Schmucker.
Um sich zu vergrößern, kaufte er auf der seinem Haus gegenüberliegenden Straßenseite Grundstücke und Gebäude und verlegte die Brauerei und die Gastwirtschaft dorthin. Das Brauwasser wurde von einer eigenen Quelle am Flurbachweg schon seit den 1860er Jahren durch eine Wasserleitung zur Brauerei geleitet. Daraus wurde der spätere Werbeslogan „Schönberger Bier aus reinem Odenwälder Quellwasser“.
Zwei seiner Söhne übernahmen die Brauerei, Georg und Ludwig Martin. Beide führten die Brauerei gemeinsam unter dem Namen L. Schönberger Söhne. Einige Jahre später teilten sich die Brüder den Besitz. Ludwig Martin erhielt das Gasthaus „Zum Odenwald“ und die Landwirtschaft und Georg die Brauerei und das Haus in der Markstraße 2.
Georg Schönberger ließ 1870 den Eiskeller im Wersauer Weg durch italienische Gastarbeiter bauen und den Eisteich am Bensenböhlskopf anlegen. Im Winter wurde das Eis aus dem zugefrorenen Eisteich in großen Blöcken herausgeschlagen oder herausgesägt, in Stroh eingepackt und in diesem Eiskeller, sowie in dem Eiskeller auf dem Brauereigelände gelagert. Als es noch keine Kühlschränke gab, versorgte sich die Groß-Bieberauer Bevölkerung bei der Brauerei mit Eis. Es wurde in Stangen von der Brauerei verkauft. Zuerst war es das Eis aus dem Eisteich, später wurde es maschinell hergestellt. Eis benötigten hauptsächlich Gasthäuser und Metzgereien, aber auch Privatleute zum Kühlen der Lebensmittel. Zu dieser Zeit war die Brauerei der größte Arbeitgeber im Ort.
Beim Bau verschiedener Gebäude wurden 1864 und 1896 Gebäudereste eines römischen Gutshofes und eine Badeanlage gefunden. Daraus wurde der spätere Name Römerbad abgeleitet. Die Funde von 1896 hinterließ Georg Schönberger dem Museum in Darmstadt.
Der Brauereischornstein wurde 1902 gebaut und in den 1970er Jahren auf 35 Meter erhöht. Während des Ersten Weltkrieges und der Inflationszeit ging der Bierabsatz stark zurück. Danach wird die Brauerei immer mehr mit moderner Technik erweitert. Das erste Lastauto wird 1925 gekauft und 1926 erfolgt die Umstellung von Dampfkraft auf Elektrizität. Während des Zweiten Weltkrieges ging der Bierabsatz wieder stark zurück. Das besserte sich nach der Währungsreform. In den 1950er Jahren wurde die Brauerei nach und nach komplett modernisiert.
In dieser Zeit lief das Geschäft gut und der gesamte vordere Odenwald wurde mit Schönberger Bier beliefert. Der Betrieb wurde ständig vergrößert und modernisiert. Es wurde ein jährlicher Bierausstoß von bis zu 50.000 Hektolitern Bier erreicht.
In den 1990er Jahren wurde der Konkurrenzdruck durch große Biermarken bei steigenden Kosten immer größer, so dass ein wirtschaftlicher Betrieb der (kleinen) Brauerei immer schwieriger wurde und schließlich Ende der 1990er Jahre die Produktion eingestellt wurde.
Schönberger Bier wird weiterhin in der Pfungstädter Brauerei gebraut.

## Beschreibung

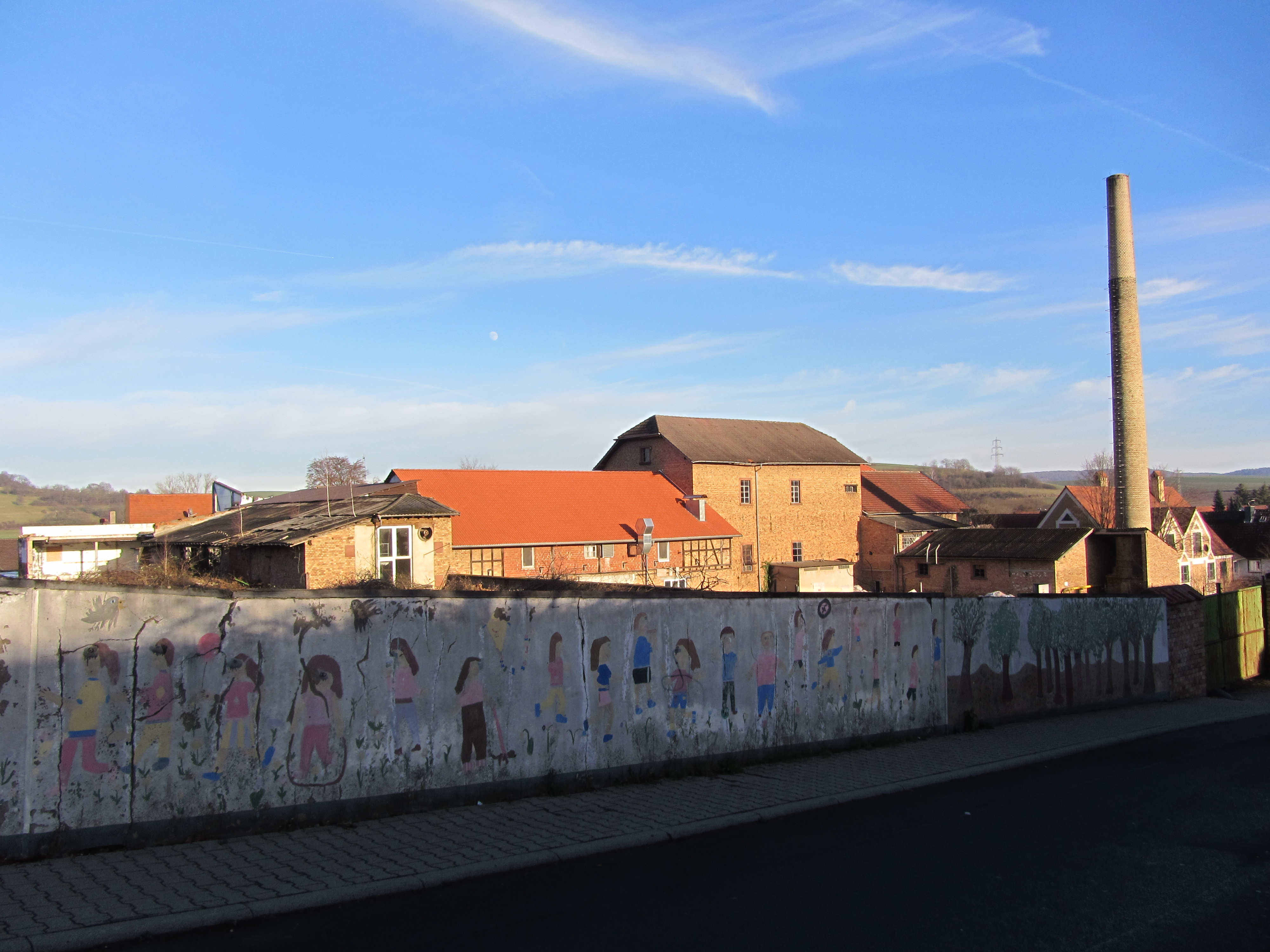
Brauereigebäude mit Brauereischornstein und der Gartenmauer

Das Brauereigelände reichte von der Bahnhofstraße bis zur Hügelstraße und Römerstraße. Die Einfahrt auf das Gelände ist in der Bahnhofstraße. Um einen großen Innenhof waren die Gebäude gebaut, z. B. Bierkeller, Mälzerei, Darre, Maschinenhaus, Eiskeller und Sudhaus. Hinter den Gebäuden Richtung Römerstraße stand der Brauereischornstein. Auf dem restlichen Gelände bis zur Römer- und Hügelstraße war ein großer Garten, der von einer 2 m hohen Mauer umgeben war.

## Gegenwart
Die Brauereigebäude werden von der Reas GmbH & Co. KG (Rehabilitation im Modautal) genutzt. Es gibt hier eine Großküche und Wohnungen für Menschen mit psychischen und seelischen Beeinträchtigungen. Das Wohnhaus und verschiedene andere Gebäude wurden dafür umgebaut oder (teilweise) abgerissen und neu aufgebaut. Der sanierungsbedürftige Schornstein wurde am 22. Februar 2014 gesprengt. Das Stadtbild von Groß-Bieberau verlor dadurch eines seiner Wahrzeichen.
Im Brauereigarten wurde das „Seniorenzentrum Römerbad“ der Seniorendienstleistungs gemeinnützige GmbH Gersprenz gebaut. Es sind zwei Gebäude für betreutes Wohnen und Tagespflege.

## Biersorten
Folgende Biersorten wurden gebraut:
- Schönberger Export, Schönberger Pils, Schönberger Ur-Pils, Schönberger Bock, Schönberger Alt
- Odenwälder Landbier, Odenwälder Weisse, Odenwälder Leichtes, Odenwälder Radler

## Brauereieigentümer
Die Nachfolge in der Brauereileitung ging jeweils vom Vater auf den Sohn über:
- Ludwig Schönberger (1811–1870)
- Georg Schönberger (1838–1923) und Ludwig Martin Schönberger (1836–1891)
- Georg Leonhard Schönberger (1861–1937),
- Georg Friedrich Schönberger (1902–1988)
- Rolf Schönberger (* 1939)